# Kazimierz Florek (oficer)
Kazimierz Florek, ps. „Marian”, „Marianowicz”, „Muszyński” (ur. 29 października 1892 w Jugowicach, zm. 22 września 1963 w Londynie) – podpułkownik dyplomowany piechoty Wojska Polskiego.

## Życiorys
Urodził się 29 października 1892 w Jugowicach, w rodzinie Stanisława i Emilia z Weiss'ów. W Krakowie ukończył gimnazjum i studia na Wydziale Prawa Uniwersytetu Jagiellońskiego. Od 1907 był działaczem „Związek Myślicieli”, później Związku Strzeleckiego sprawując stanowisko komendanta obwodu Lanckorońsko-Kalwaryjskiego ZS. W lipcu 1914 prowadził mobilizację oddziałów.
Po wybuchu I wojny światowej wstąpił do Legionów Polskich. W sierpniu 1914 pełnił funkcję adiutanta batalionu Tadeusza Furgalskiego, do września 1914 był dowódcą batalionu uzupełniającego 1 pułku piechoty w składzie I Brygady, do stycznia 1915 dowódcą 9 kompanii 3 pułku piechoty w składzie II Brygady oraz zastępcą dowódcy III batalionu 2 pułku piechoty w składzie II Brygady. W pierwszej połowie 1915 pracował jako był instruktora i zastępca komendanta legionowej Szkoły Podchorążych. Od czerwca do sierpnia 1915 dowódca 9 kompanii i zastępca dowódcy III batalionu 6 pułku piechoty w składzie III Brygady. Awansowany do stopnia porucznika piechoty 2 września 1915. Od marca 1916 służył w batalionie uzupełniającym nr III. Później do kwietnia 1916 ponownie służył w 2 pułku jako dowódca 7 kompanii i zastępca dowódcy II batalionu, po czym w czasie od kwietnia do września 1916 dowodził batalionem w Grupie płk. Z. Zielińskiego. Od września do czerwca 1917 współorganizował Krajowym Inspektoracie Zaciągu i dowodził strukturami. Od połowy lipca do września 1917 dowodził batalionem podczas Kursu Wyszkolenia Nr 4. Do grudnia 1917 pracował jako komendant Szkoły Podoficerskiej Polskiego Korpus Posiłkowy w Przemyślu, a następnie do lutego 1817 jako kierownik referatu wyszkolenia Dowództwa Uzupełnień PKP. Po bitwie pod Rarańczą z połowy 1918 był internowany. Od maja do listopada 1918 pracował jako wykładowca oraz zastępca komendanta Szkoły Podchorążych Piechoty Polskiej Siły Zbrojnej w Warszawie. Został awansowany do stopnia kapitana piechoty 6 sierpnia 1918.
U kresu wojny 11 listopada 1918 został przyjęty do Wojska Polskiego. Pozostawał wykładowcą i instruktorem w stołecznej Szkole Podchorążych Piechoty. Od 13 stycznia 1919 był szefem Sztabu Dowództwa Okręgu Wojskowego w Siedlcach, od 5 czerwca 1919 kierownikiem referatu i w/z naczelnikiem Wydziału w Departamencie i Mobilizacyjno-Organizacyjnym MSW, podczas wojny polsko-bolszewickiej od 5 października 1919 do 1 lipca 1920 kierownikiem Wydziału w Oddziale IV NDWP, szefem Oddziału II w 3 Armii, od 20 sierpnia 1920 szefem Oddziału II w 6 Armii. Został awansowany do stopnia majora SG piechoty ze starszeństwem z dniem 1 czerwca 1919. Był szefem ekspozytury Oddziału II ND we Lwowie, powstałej w połowie marca 1921. W połowie 1921 uczestniczył w III powstaniu śląskim. Ukończył I Kurs Doszkolenia od 1921 do 1922 w Wyższej Szkole Wojennej uzyskując tytuł oficera dyplomowanego. W 1923, 1924 był przydzielony do 51 pułku piechoty w garnizonie Brzeżany, w tym jako oficer nadetatowy tej jednostki w 1924 służył w Oddziale I Sztabu Generalnego. 3 maja 1926 został mianowany podpułkownikiem ze starszeństwem z 1 lipca 1925 i 33. lokatą w korpusie oficerów piechoty. Przydzielony do Korpusu Ochrony Pogranicza był I oficerem sztabu 3 Brygady Ochrony Pogranicza. W 1928 był zastępcą dowódcy 65 pułku piechoty w Grudziądzu. W marcu 1929 został przeniesiony do Powiatowej Komendy Uzupełnień Poznań Powiat na stanowisko pełniącego obowiązki komendanta. W sierpniu 1929 został przeniesiony do Korpusu Kadetów Nr 1 we Lwowie na stanowisko komendanta. W listopadzie 1933 został przeniesiony do Dowództwa Okręgu Korpusu Nr III w Grodnie na stanowisko kierownika Okręgowego Urzędu Wychowania Fizycznego i Przysposobienia Wojskowego. W sierpniu 1935 został zwolniony z zajmowanego stanowiska.
Był seniorem honorowym Polskiej Korporacji Akademickiej „Fidelia Leopoliensis”, założonej w 1930. Zainicjował utworzenie pomnika upamiętniającego 10. rocznicę powstań śląskich, po czym został usypany kopiec w Piekarach Śląskich.
Z dniem 31 stycznia 1936 został przeniesiony w stan spoczynku. Od tego czasu był zatrudniony w Oddziale II Sztabu Głównego.
Po wybuchu II wojny światowej 1939 podczas kampanii wrześniowej działał w Oddziale II Sztabu Naczelnego Wodza. Następnie przedostał się do Rumunii 17/18 września 1939, gdzie nadał służył w Oddziale II Sztabu NW w dziale Ekspozytury „R” oraz w wywiadzie. Z dniem 5 stycznia 1942 przeniesiony w stan nieczynny. Później przebywał w Palestynie.
Po zakończeniu wojny pozostał na emigracji w Wielkiej Brytanii. Zmarł 22 września 1963 w Londynie. Został pochowany na cmentarzu Kensal Green.

## Ordery i odznaczenia
- Krzyż Niepodległości (2 sierpnia 1931)[18]
- Krzyż Kawalerski Orderu Odrodzenia Polski
- Krzyż Walecznych (trzykrotnie)
- Złoty Krzyż Zasługi (10 listopada 1928)[19]
- Znak oficerski „Parasol”